# Violaine Corradi
Violaine Dansereau Corradi (Trieste, Itália, 1959) é uma compositora italiana, já trabalhou como diretora musical dos espetáculos Dralion (2000) e Varekai (2003) do Cirque du Soleil. Compôs trilhas sonoras para os filmes Great North e Bears, ambos lançados em 2001. É irmã da cantora e artista do Cirque du Soleil Isabelle Corradi.

## Carreira

### NoCirque du Soleil
- Varekai (2003)
- Dralion (2000)
- Zaia (2009)

### Nocinema
- Bears (2001)
- Great North (2001)